# Hansenothuria benti
Hansenothuria benti is een zeekomkommer uit de familie Synallactidae.
De wetenschappelijke naam van de soort werd in 1989 gepubliceerd door Miller & Pawson.